# Lobaria hartmannii
Lobaria hartmannii är en lavart som först beskrevs av Johannes Müller Argoviensis, och fick sitt nu gällande namn av Alexander Zahlbruckner. Lobaria hartmannii ingår i släktet Lobaria och familjen Lobariaceae.   Inga underarter finns listade i Catalogue of Life.